# ستيفان كلينجيل
ستيفان كلينجيل ولد يوم 30 اوت 1967 في المانيا هو قائد أوركسترا ألماني. لقد كان مديرًا موسيقيًا وقائدًا رئيسيًا لـفرقة الكوميديا الموسيقية في لايبزيغ منذ عام 2015.
ولد كلينجيل في إنغولشتات ، وبدأ عمله كعازف متكرر مع أداء الواجبات في مسرح مانهايم الوطني (1993-1996)، ثم انتقل إلى المسرح الوطني غارتنربلاتس في ميونيخ (1996-1999) كقائد/منسق وأخيراً إلى مسرح بريمر (1999-2007) كقائد فرقة موسيقية. كابيلميستر الأول.